# Antillenstraat
De Antillenstraat is een straat in Amsterdam-West, het gedeelte dat Amsterdam Oud-West (Westindische Buurt) wordt genoemd.

## Geschiedenis en ligging
Op 22 maart 1922 gaf de gemeente Amsterdam per raadsbesluit de naam Antillenstraat uit, een vernoeming naar de Nederlandse Antillen. Deze straat was vermoedelijk ingepland in de strook tussen de Kostverlorenvaart en Hoofdweg, die toen bebouwd werd. Daar lag ook de Sabastraat, een straat waarvan in 1927 werd besloten die niet te (be-)bouwen, ze is nog wel terug te vinden in het verschil tussen bebouwing Hoofdweg 10 en 12. Op 30 januari 1935 werd de naam opnieuw in de gemeenteraad genoemd maar dan voor een straat tussen de Hoofdweg en Postjeswetering, ze ligt ten westen voor voornoemde buurt. Er ontstond voor wat betreft de straatnamen een scheuring in de naamgeving. De Bonairestraat en het Bonaireplein liggen ten oosten van de Hoofdweg, de Arubastraat in beide delen en de Curaçaostraat en Antillenstraat ten westen van de Hoofdweg. De SSS-eilanden (bovenwindse eilanden) kregen later geen vernoeming meer.
De Antillenstraat begint aan die Curaçaostraat, loopt westwaarts naar een plein dat ook de naam Antillenstraat draagt. Ze eindigt na nog enkele meters op de Postjeskade, de oever van de Postjeswetering. Ze is ongeveer 170 meter lang. Het vierkant plein is ingericht met een plantsoentje inclusief speelplaatsje.
In het verlengde van de Antillenstraat ligt de Duizendste brug (brug 684) over de Postjeswetering naar het Rembrandtpark.

## Gebouwen
De straat werd volgebouwd in pas in de jaren dertig. Er zijn gerenommeerde architecten aan het werk geweest, maar de gemeente Amsterdam zag er geen gemeentelijke of rijksmonumenten onder. Alles is geclassificeerd als basisorde (standaard voor de bouwtijd). De verdeling:
- huisnummers 3 tot en met 17 zijn van de hand van Jordanus Roodenburgh (1934)
- huisnummer 19 tot en met 29 zijn van de hand van Lucas Göbel en Gerardus den Hertog (1934)
- huisnummers 31 tot en met 49 zijn van de hand van Arend Jan Westerman (1935)
- huisnummers 2 tot en met 28 zijn van de hand van Göbel en den Hertog (1935)
- huisnummer 30 van A.J.Kramer (1935)
- huisnummer 32 tot en met 38 zijn van de hand van Gerrit Jan Rutgers (1935)
- huisnummer 40 tot en met 40 zijn van de hand van Jacobus Jerphanion (1936)

Roodenburgh, Westerman en Rutgers hadden hun sporen verdiend binnen de stroming Amsterdamse School, maar die is hier niet te vinden.

## Kunst
Voor wat betreft kunst in de openbare ruimte is er weinig te vinden. Er staat een social sofa (stond eerder aan de Postjeskade). De speelplaats bevatte jarenlang (jaren 50 en 60) een zandbak en duikelrekken van Aldo van Eyck, maar deze verdwenen weer bij een herinrichting. 
Op 10 oktober 2021 werd het Beeld van Jacoba van Tongeren van Fabio Pravisani onthuld. Midden op het plein lag toen al sinds jaren een rotsachtig platform, waarvan de kunstenaar onbekend is.

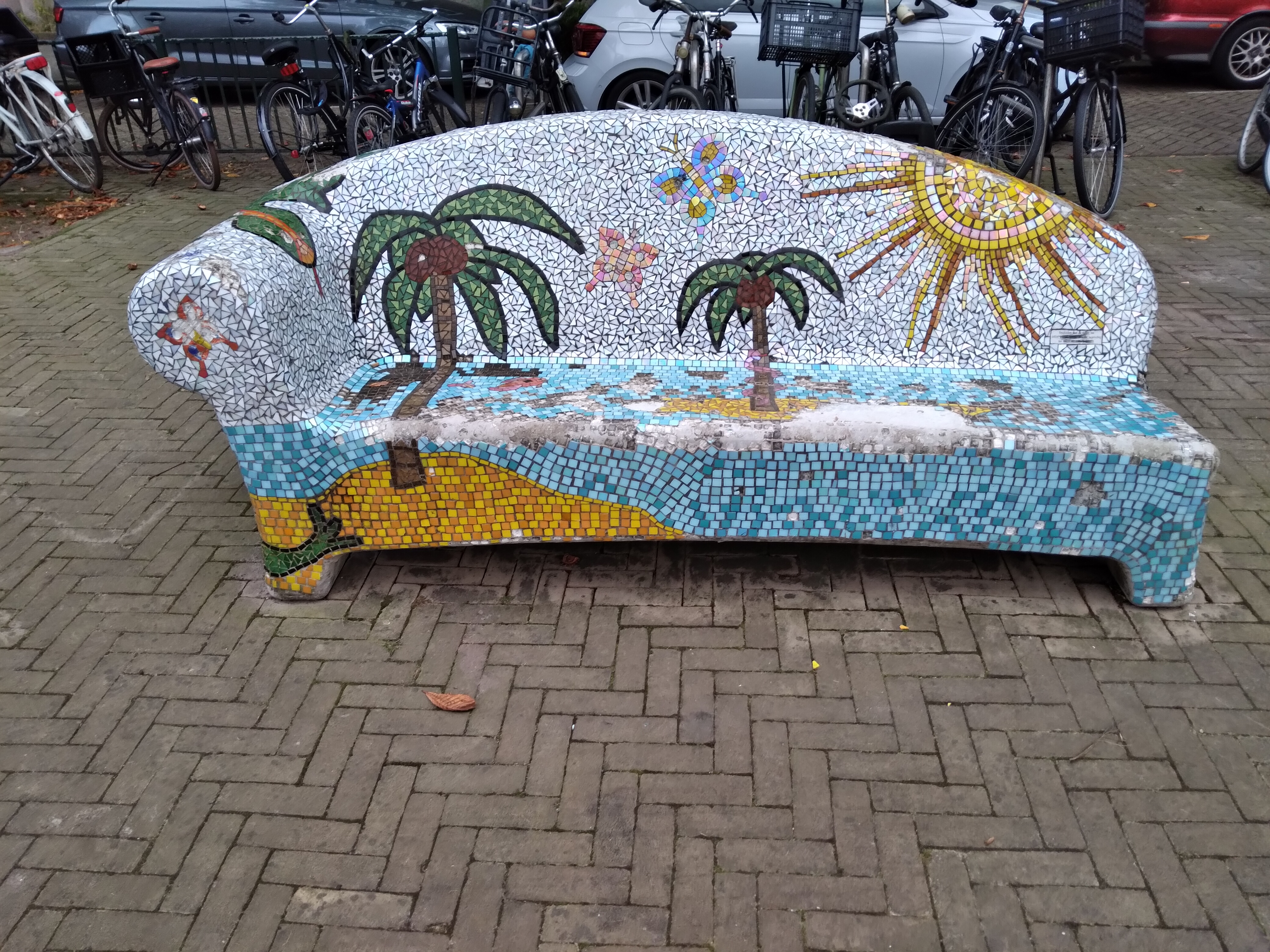
Social sofa (oktober 2021)

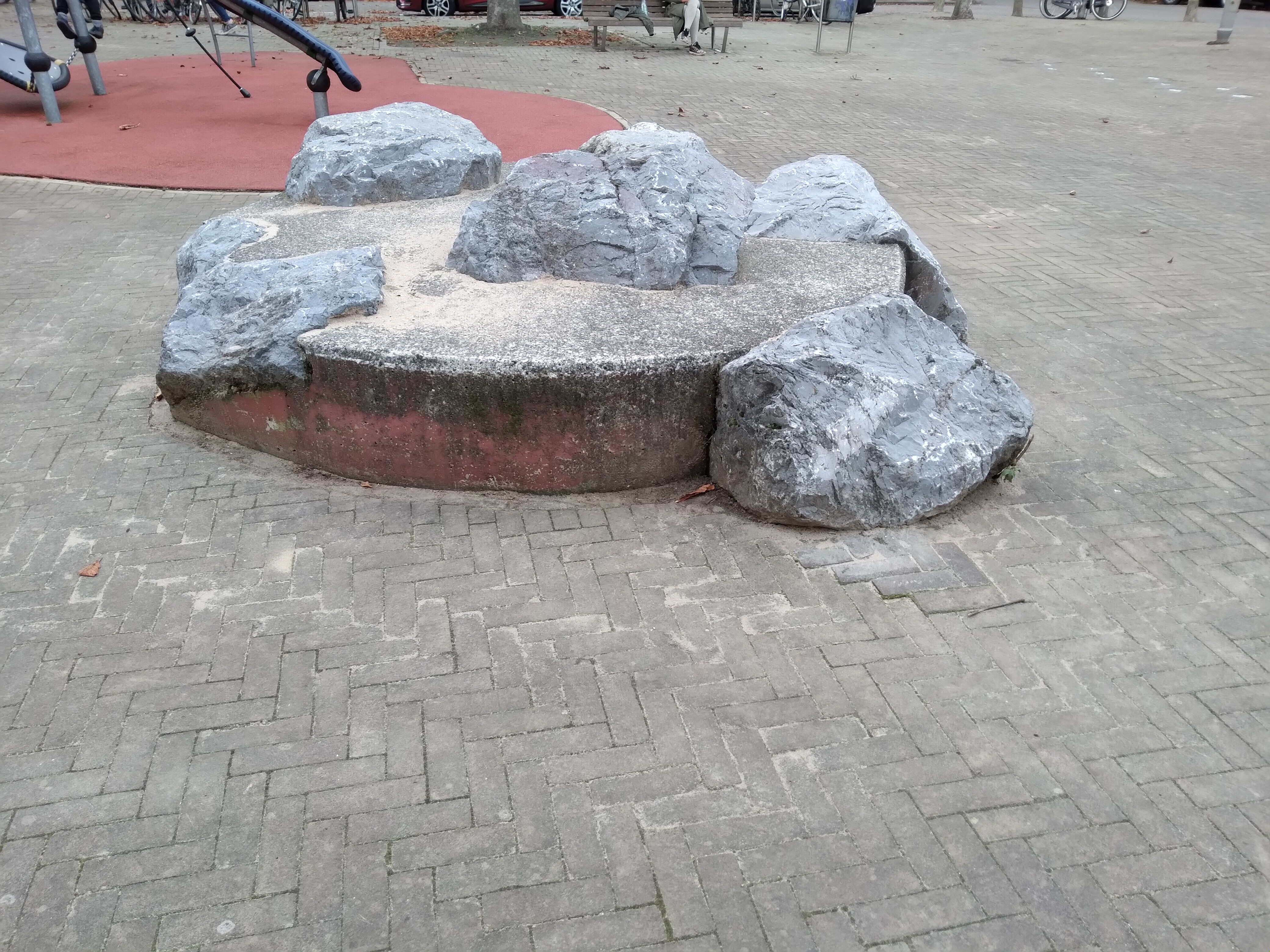
Rotsplatform (oktober 2021)